# Francesco Calì
Francesco Calì, detto Franz (Riposto, 16 agosto 1882 – Genova, 3 settembre 1949), è stato un allenatore di calcio, calciatore, arbitro di calcio, militare e dirigente sportivo italiano, di ruolo difensore o attaccante.
È stato il capitano nella prima storica partita della Nazionale italiana il 15 maggio 1910 all'Arena di Milano contro la Francia battuta per 6-2; vanta due presenze in Nazionale nel 1910.

## Biografia
Nacque a Riposto, in Sicilia, da Giuseppe Calì, costruttore di botti e commerciante di vino come i fratelli Rosario e Pietro, e da Rosaria Denaro. Dopo che un assalto di pirati mise in ginocchio l'azienda familiare, lui e tutta la sua famiglia emigrarono in Svizzera alla ricerca di fortuna. Nel paese alpino Franz, come venne soprannominato, iniziò a giocare a calcio e, quando il padre decise di tornare in patria per continuare l'attività di commerciante di vini, portò tutta l'esperienza calcistica accumulata in Italia.
Viene chiamato alle armi durante la prima guerra mondiale, rimanendo ferito. Ristabilitosi, nel 1918, viene nominato responsabile del carcere militare allestito nel Forte Sperone, sulle alture di Genova, nel quale vengono rinchiusi prigionieri di etnia croata e serba. Al termine della guerra, e dopo aver lasciato il mondo del calcio, diventa editore di cartoline.
Nel 1944 è nominato presidente dell'Andrea Doria, che due anni dopo si unirà agli antichi rivali della Sampierdarenese per formare l'attuale Sampdoria.

## Riconoscimenti
Il 15 maggio 2009 è stata organizzata a Riposto, paese natale del campione, una manifestazione per i cento anni della Nazionale Italiana (la prima partita della nazionale è stata disputata in data 15 maggio 1910). In tale occasione è stata portata nella sala espositiva del Municipio la Coppa del Mondo vinta dalla Nazionale italiana in Germania nel 2006.
Il Comune di Riposto ha dedicato al campione una via, situata nei pressi del campo sportivo Averna, nella frazione di Torre Archirafi. Anche il Comune di Genova gli ha intitolato una via nei pressi dello Stadio Luigi Ferraris in adiacenza alla Gradinata Sud, settore tradizionalmente occupato dai tifosi della Sampdoria.

## Carriera

### Calciatore

#### Club
In Svizzera Calì iniziò la sua carriera agonistica. Si tesserò con il Fortuna Zurigo; dopo due anni di permanenza in quella città, terminò l'esperienza svizzera all'Urania Ginevra. Nel 1901 tornò in Italia, si trasferì a Genova e si tesserò insieme al fratello Salvatore per la squadra campione d'Italia del Genoa, con cui rimase un anno perdendo però la finale del quarto campionato italiano. La stagione seguente, dopo aver giocato in Medaglia del Re con il Genoa il 15 febbraio nella sconfitta per 4-1 contro il Milan passò all'Andrea Doria, squadra con cui giocò da titolare per alcuni anni, conquistando il secondo posto nel 1907.
Nel maggio 1902 partecipa con i biancoblu al torneo calcistico del campionato nazionale di ginnastica, aggiudicandosi la vittoria ex aequo con il Milan al termine della finale contro i genovesi, terminata a reti bianche, ed il titolo di campione d'Italia, la Coppa Forza e Coraggio e la Corona di Quercia.

#### Nazionale
Il 15 maggio 1910 la nazionale italiana, allora in maglia bianca (perché la maglia bianca costava 7 centesimi in meno di quella colorata), giocò all'Arena Civica di Milano la sua prima storica partita, affrontando in un'amichevole la Francia. La formazione mandata in campo contro la Francia è composta da: De Simoni (US Milanese); Varisco (US Milanese), Calì (Andrea Doria); Trerè (Ausonia), Fossati (Inter), Capello (Torino); Debernardi (Torino), Rizzi (Ausonia), Cevenini I (Milan), Lana (Milan), Boiocchi (US Milanese). La partita finì 6 a 2 in favore dell'Italia, capitanata proprio da Franz Calì.
La Gazzetta dello Sport, scrive della partita a pagina 5: «Calì fece dar ragione a coloro che insistettero per averlo in linea ...». E aggiunge: «Calì ieri si è confermato per calma, sicurezza e per la perfezione del giuoco il più degno a coprire il posto di capitano del nostro undici nazionale... ».
Anche in occasione della seconda partita, il 26 maggio 1910 contro l'Ungheria, fu scelto come capitano azzurro.
Calì fu scelto come capitano perché era il giocatore più anziano (28 anni) e perché conosceva le lingue, apprese in Svizzera.

### Allenatore
Dopo il suo ritiro come giocatore fu scelto inoltre più volte come membro della commissione tecnica della nazionale. Nel 1912 fu in commissione con Armano, Henry Goodley, Enrico Pasteur, Servetto, Megard, Giannino Camperio e Umberto Meazza per una partita contro la Francia; nel 1914 tornò in sella con Meazza, Pasteur, Hugo Rietmann, Vincenzo Resegotti, Pedroni e Armano per 4 partite; nel 1915 si giocò solo una partita contro la Svizzera, e la commissione era formata anche da Scamoni, Laugeri, Armano, Pasteur, Rietmann e Resegotti.
Dopo la prima guerra mondiale entrò in altre tre commissioni tecniche, tra il 1920 e il 1921 (tra gli altri commissari c'erano Bianchi, Minoli, Giuseppe Milano, Meazza, Bertazzoni, Francesco Mauro, Campi e Vittorio Pozzo). In totale Calì guidò la nazionale per 13 partite, con 6 vittorie, 3 pareggi e 4 sconfitte.

### Arbitro
La prima esperienza come arbitro la visse nell'autunno del 1902 nella Coppa Città di Torino, un importante torneo dall'epoca. Il trofeo si disputò al Velodromo Umberto I di Torino il 2 novembre e nella finale vide affrontarsi la Juventus ed il Milan. La partita, terminata per tre a tre nei tempi regolamentari, fu fatta proseguire ad oltranza da Calì, causando il ritiro della compagine rossonera e facendo aggiudicare la vittoria ai torinesi. Per tale ragione qualcuno sostiene che Calì avesse inventato senza saperlo il golden gol.
Allora i direttori di gara non venivano scelti dalla federazione ma erano giocatori indicati dalle società di appartenenza.
Divenuto membro dell'Associazione Italiana Arbitri, arbitrò numerosi incontri di campionato.

## Statistiche

### Cronologia presenze e reti in Nazionale
| Cronologia completa delle presenze e delle reti in nazionale ― Italia | Cronologia completa delle presenze e delle reti in nazionale ― Italia | Cronologia completa delle presenze e delle reti in nazionale ― Italia | Cronologia completa delle presenze e delle reti in nazionale ― Italia | Cronologia completa delle presenze e delle reti in nazionale ― Italia | Cronologia completa delle presenze e delle reti in nazionale ― Italia | Cronologia completa delle presenze e delle reti in nazionale ― Italia | Cronologia completa delle presenze e delle reti in nazionale ― Italia |
| Data                                                                  | Città                                                                 | In casa                                                               | Risultato                                                             | Ospiti                                                                | Competizione                                                          | Reti                                                                  | Note                                                                  |
| --------------------------------------------------------------------- | --------------------------------------------------------------------- | --------------------------------------------------------------------- | --------------------------------------------------------------------- | --------------------------------------------------------------------- | --------------------------------------------------------------------- | --------------------------------------------------------------------- | --------------------------------------------------------------------- |
| 15/05/1910                                                            | Milano                                                                | Italia                                                                | 6 – 2                                                                 | Francia                                                               | Amichevole                                                            | -                                                                     | Cap.                                                                  |
| 27/05/1910                                                            | Budapest                                                              | Ungheria                                                              | 6 – 1                                                                 | Italia                                                                | Amichevole                                                            | -                                                                     | Cap.                                                                  |
| Totale                                                                |                                                                       | Presenze                                                              | 2                                                                     |                                                                       | Reti                                                                  | 0                                                                     |                                                                       |

## Palmarès

### Calciatore/Allenatore

#### Club

##### Altre Competizioni
- Torneo FGNI: 1

Andrea Doria: 1902